# شعبة بامجبور (الضليعة)
'
شعبة بامجبور هي إحدى قرى عزلة الضليعة بمديرية الضليعة التابعة لمحافظة حضرموت، بلغ تعداد سكانها 141 نسمة حسب تعداد اليمن لعام 2004.